# Аннеке Венема
Аннеке Венема (нід. Anneke Venema, 19 січня 1971) — нідерландська академічна веслувальниця.
Срібна призерка Олімпійських Ігор 2000 року в складі вісімки, учасниця 1996 року.